# Сачеле
Сачеле (рум. Săcele, мађ. Szecseleváros) град је у Румунији. Он се налази у средишњем делу земље, у историјској покрајини Трансилванија. Сачеле је трећи по важности град округа Брашов.
Сачеле је према последњем попису из 2002. имала 29.915 становника.

## Географија
Град Сачеле налази се у југоисточном делу историјске покрајине Трансилваније, око 15 km југоисточно до Брашова. Заправо, Сачеле је предграђе Брашова.
Сачеле се налази у пространој и плодној котлини реке Олт. Јужно од града издижу се Карпати, а северно се издиже побрђе средишње Трансилваније. Насеље се образовало на стратешки важном излазу из кланца који преко превоја Предеал повезује Трансилванију са Влашком.

## Историја
Према државном шематизму православног клира Угарске 1846. године постојало је место Ботфалва југоисточно од града Брашова. Данас је то насеље у оквиру града Сачеле, под именом Бациу. У некад самосталном селу било је 1846. године127 православних породица. Православни парох је био тада поп Димитрије Поповић. Такође је источно од Брашова било село звано Хоцуфалва, које је сада као и поменути Бациу (али без задржаног имена) исто у оквиру града Сачеле, као насеље. У Хоцуфалви је 1846. године било 500 породица, које је ослуживало неколико свештеника. Били су то пароси, поп Алексије Верза, поп Еремија Верза, поп Њагој Попиа и поп Јован Мартиновић.

## Становништво
У односу на попис из 2002, број становника на попису из 2011. се повећао.
| 1966.  | 1977.  | 1992.  | 2002.  | 2011.  |
| ------ | ------ | ------ | ------ | ------ |
| 22.809 | 30.551 | 30.226 | 29.967 | 30.798 |

Матични Румуни чине већину градског становништва Сачелеа (73%), а од мањина присутни су Мађари (21%) и Роми (6%). До средине 20. века у граду су били бројни и Јевреји и Немци.